# Андрій Гайдуков
Андрій Гайдуков (біл. Андрэй Гайдукоў; народився 21 жовтня 1989, Бобруйськ, БРСР, СРСР) — білоруський громадський діяч, очільник незареєстрованого громадського об'єднання «Союз молодих інтелектуалів» (біл. Саюз маладых інтэлектуалаў), активіст партії «Білоруська християнська демократія», політичний в'язень.

## Життєпис
Працював оператором нафтопереробного об'єднання «Нафтан», заочно здобував освіту в Полоцькому університеті. Разом з однодумцями Гайдуков намагався зареєструвати міжнародну організацію «Союз молодих інтелектуалів» (біл. Саюз маладых інтэлектуалаў), яка у своєму Статуті задекларувала просування інноваційних ідей у різних сферах і навіть можливе створення власної політичної партії. Став активістом організаційного комітету партії «Білоруська християнська демократія».

### Хронологія переслідувань
Затриманий 8 листопада 2012 року у Вітебську. За офіційною інформацією, під час ховання звісток, що могли б зацікавити іноземні спецслужби. 13 листопада 2012 року КДБ Білоруси поширював інформацію про припинення незаконної діяльности громадянина Білоруси, який займався збором та передачею інформації політичного та економічного характеру на завдання зовнішньої розвідки.
У листі з СІЗО КДБ Гайдуков повідомляв, що його звинувачують у «загрозі національній безпеці, що характеризується як замах на конституційний лад Республіки Білорусь; нав'язуванні Республіці Білорусь політичний курс, який не відповідає її національним інтересам. Характер можливої шкоди може виявлятися в дестабілізації соціально-політичного становища. Що шукав фінансування своєї діяльности у фонді посольства США (ЦРУ США — за даними КДБ)».
Протягом майже 9 місяців А. Гайдукова тримали в Мінському та Вітебському СІЗО КДБ.
Під час ув’язнення А. Гайдукова в Полоцьку, Новополоцьку та Вітебську проходили несанкціоновані акції солідарности, які організовували громадські активісти.
Спочатку А. Гайдукову було пред'явлено звинувачення за двома статтями: ч. 1 ст. 14 КК РБ (замах на злочин) та ч. 1 ст. 356 КК (зрада держави). Однак 19 червня 2013 р. голова КДБ Білоруси Валерій Вакульчик заявив журналістам, що А. Гайдукова можуть засудити за іншою статтею.
Судові засідання у справі А. Гайдукова проходять з 12 червня 2013 року у Вітебському обласному суді за закритими дверима, наперекір вимогам правозахисників зробити суд відкритим. Під час судового розгляду звинувачення було перекваліфіковано.
1 липня 2013 року Вітебський обласний суд, суддя Галина Урбанович, визнав А. Гайдукова винним у замаху на злочин (ч. 1 ст. 14 Кримінального кодексу) та за ст. 356.1 КК РБ (налагодження співпраці зі спецслужбою, органом безпеки або спецслужбою іноземної держави) та засуджений до 1,5 років колонії.
Ця стаття була внесена до Кримінального кодексу Білоруси 8 листопада 2011 року. 2016 року статтю виключено з Кримінального кодексу Білоруси. Андрій Гайдуков став єдиним в історії засудженим за цією статтею Кримінального кодексу Білорусі.
Білоруський Гельсінський комітет та Правозахисний центр «Вясна» виступили зі спільною заявою, в якій було зазначено, що засудження А. Гайдукова необґрунтоване та політично вмотивоване. Правозахисники вимагали негайного звільнення Гайдукова, скасування незаконно винесеного вироку та його перегляду, реалізуючи право на справедливий суд.
З вересня 2013 року відбував покарання у виправній колонії № 19 м. Могильова. 6 квітня 2014 року його перевели з виправної колонії у Могильові до виправної колонії «Віцьба-3» у Вітебському районі.
8 травня 2014 року вийшов на свободу.
21 листопада 2014 року Андрій Гайдуков роздавав листівки про білоруських політв'язнів у Новополоцьку. Його затримала поліція за розповсюдження листівок без видавницьких відомостей.
24 листопада 2014 року активіста знову затримали у Полоцьку за поширення листівок. Повістку надіслали до відділу міліції 27 листопада 2014 року.
25 листопада 2014 року Андрія Гайдукова доставили до суду просто з помешкання. Суддя Володимир Бясецький визнав його винним у порушенні статті 23.34 КоАП РБ і за «проведення несанкціонованого пікету з роздаванням листівок» та засудив Гайдукова до 10 днів адміністративного арешту.
Відразу після звільнення Гайдукова знову затримали. Йому було повідомлено, що за акцію 24 листопада 2014 його засудили до ще п’яти днів адміністративного арешту. 
16 листопада 2015 р. Андрій Гайдуков провів акцію солідарності зі зниклими білоруськими політиками в Новополоцьку. Вивішували портрети Дмитра Завадського, Юрія Захаренка, Віктора Гончара та Анатолія Красовського. Перехожим було роздано понад 100 листівок із закликом Миколи Статкевича прийти на акцію пам’яті 24 листопада 2015 року. 30 листопада 2015 року заступник голови Новополоцького міського суду Олена Вєрташонак оштрафувала Гайдукова на 8,1 мільйона білоруських рублів (45 базових одиниць) за акцію солідарності зі зниклими політиками.
31 грудня 2015 року Гайдукова оштрафував на дві базові одиниці Володимир Биков, заступник начальника Новополоцького міського відділу міліції, за те, що він розмістив три листівки з інформацією про ініційовану БХД кампанію «За якісну медицину». 
28 квітня 2016 року Гайдукова затримали в міліції під час вивішування банера «Праця — право, а не обов'язок». Акція була проведена на підтримку Миколи Шараха, активіста незалежної профспілки з Полоцька, якого незаконно звільнила адміністрація підприємства, де він працював.
Справу розглядав заступник начальника управління внутрішніх справ Новополоцького міського виконавчого комітету з ідеологічної та кадрової роботи Шендель В.Н. Відповідно до ч. 2 ст. 21.14 КоАП РБ Гайдуков отримав штраф у розмірі 10 базових одиниць (2 100 000 рублів). біл. руб). 